# Frederickena viridis
El batará gorginegro (Frederickena viridis), también denominado hormiguero rayado copetón (en Venezuela) o batará de garganta negra, es una especie de ave paseriforme de la familia Thamnophilidae perteneciente al género Frederickena. Es nativa del norte de la Amazonia y del Escudo de las Guayanas en Sudamérica.

## Distribución y hábitat
Se distribuye por el sureste de Venezuela (Bolívar), Guyana, Surinam, Guayana francesa y el norte de la Amazonia brasileña (Amapá, Pará, y Amazonas al norte del río Amazonas y al este del bajo río Negro).
Esta especie es considerada escasa y rara en su hábitat natural: el sotobosque, principalmente en los bordes y clareras de selvas húmedas tropicales y subtropicales de regiones bajas, principalmente debajo de los 500 m de altitud.